# Tafalla
Tafalla è un comune spagnolo di 10 274 abitanti situato nella comunità autonoma della Navarra, situato nel Nord delle penisola iberica a 420 metri di altitudine s.l.m. ai piedi degli ultimi contrafforti dei Pirenei sulla riva destra del fiume Cidacos, importante nodo di comunicazioni stradali nel centro della Navarra a 35 km da Pamplona. Basa la sua economia sulla ortofrutticultura nelle terre irrigate dalle acque del Cidacos e sulla coltivazione dei cereali nelle terre secche e sull'allevamento del bestiame. È anche un centro commerciale e di servizi e capoluogo del distretto giudiziario della zona. Alcune industrie agroalimentari completano il florido assetto economico del comune.
Qua nacque la beata Ascensión Nicol Goñi.

## Storia
Diverse sono le ipotesi sull'esistenza di Tafalla nell'antichità: secondo alcuni sarebbe stata una colonia militare romana abitata da ex mercenari di origine della steppa russa detti Taifales, secondo altri i Taifales sarebbero venuti con gli altri popoli barbari alla caduta dell'impero romano penetrati nel 409 nella penisola iberica attraversando i Pirenei occidentali, altri ancora attribuiscono la fondazione della città agli arabi nei secoli VIII-IX forti che in certi documenti appare il nome arabo Altaffayla di una località che viene identificata con Tafalla. Di nessuna rilevanza storica è la tradizione popolare che attribuisce ad un certo Tubal la fondazione della città.
È certa la presenza romana nella zona già nel I secolo a.C. quando fondarono la città di Pamplona e quella dei Visigoti dopo il dissolversi dell'Impero. L'unico documento in cui appaia il nome di Tafalla è il racconto delle imprese di Abd al-Rahman III del cronista arabo Abrile Sad nel 912. Nel 924 Abd al-Rahman III conquistò la città.
Nel 1043 i Tafallesi partecipano alla battaglia vittoriosa fra Ramiro I di Aragona e Mori associati contro il re García III Sánchez di Navarra.
Per questa partecipazione i tafallesi vengono insigniti del titolo di muy nobles, leales y esforzados (molto nobili, leali e coraggiosi). In ricordo di questa vittoria s'instaurò la tradizione della romeria al Santuario de la Virgen de Ujué tuttora vigente.
Nel 1157 Sancho VI conferma i Fueros  (statuto e privilegi accordati) già concessi precedentemente da Sancho Ramirez.
Altri privilegi concesse nel 1206 Sancho El Fuerte liberando i cittadini di Tafalla di tasse e di altri obblighi verso il re.
Teobaldo II cedette nel 1245 al municipio di Tafalla terre irrigate e vigne con contropartita in denaro e dueci anni dopo i Fueros. Da un documento del tempo si evince che nel 1366 gli abitanti di Tafalla erano costituiti da 124 agricoltori possidenti i loro campi, 8 poveri, 20 hidalgos cioè nobili o liberi professionisti importanti e 10 ebrei dei quali non si dice la professione ma, in generale, i giudei spagnoli del tempo esercitavano il commercio.
Nel 1422 Carlo III di Spagna concesse a Tafalla il titolo di Buena Villa.
Nel 1512 le truppe dei Re Cattolici invasero la città.
Trascorsero poi anni tranquilli per la città finché nel 1808 durante la guerra d'indipendenza cadde in mano alle truppe francesi nel 1808. La città all'inizio dell'Ottocento aveva 3 800 abitanti che salirono a 4989 solo 25 anni, segno di un crescente benessere economico, ma nel 1855 un'epidemia di colera colpì la città. Nel 1856 si distrussero le mura per permettere l'ampliamento dell'abitato e migliori condizioni d'igiene. nel 1860 ci fu l'arrivo del treno e l'installazione del servizio telegrafico.
Venticinque anni dopo seguì un periodo di crisi causato nel 1885 da una seconda epidemia di colera e nel 1886 da una disastrosa inondazione dalle acque del Cidacos. La città nonostante i gravi danni seppe riprendersi e nel 1887 si installò l'illuminazione elettrica. Un censimento del 1919 porta la cifra di 5 696 abitanti che negli anni '50 salirono a 9862 per crescere ulteriormente. Nel 1935 s'inaugurò una fabbrica di prodotti alimentari. La guerra civile del 1936-39, come pure la precedente dittatura di Primo de Ribera dal 1924- al 1930 non ebbero effetti importanti sulla cittadina agricola commerciale che continuò a svilupparsi progressivamente fino ai nostri giorni.

## Monumenti
- Fuerte de santa Lucia rovine in alto della cittadina.
- Palacio de Guendulain del secolo XV.
- Restos de la Muralla resti delle antiche mura abbattute nel 1856.
- La Farola quartiere caratteristico del centro storico.
- Casa de los mencos, con un torrione.
- Plazuela de los Auroros, piazzetta con case di pietra del 1864.
- Iglesia Parroquial de Santa Maria, chiesa barocca del 1735.
- Convento de las Concepcionistas Recoletas, con la chiesa, confiscato e messo all'asta in seguito alla legge di desamortisacion passò prima una famiglia privata e poi al Municipio nel 1858.

## Dintorni
- A 7 km Erriberri (in castigliano Olite), borgo circondato da mura comprendente l'Oliteko Gatzelua (palazzo del re di Navarra) capolavoro dell'architettura civile del XV secolo, cinto con mura e 15 torri e alcune chiese artistiche.
- A 11 km Artajona, borgo medievale cinto da mura con torri.
- A 28 km Monasterio de la Oliva, costruito nel 1140-1198 primo dell'ordine cistercense in Spagna divenuto uno dei più ricchi e famosi.

## Feste
- Auroras Venticinque volte in un anno, preannunciato da un suono di un campanello, un gruppo canoro intona canti al mattino nelle vie della città.
- Mercado si tiene ogni venerdì in due luoghi distinti, uno per la frutta e la verdura e un altro per diversi oggetti, dal vestiario alle scarpe alle piante, ai fiori, ecc.
- carnavales con varie manifestazioni pubbliche.
- Feria del ganado antica fiera dell'allevamento del bestiame all'inizio di febbraio risalente al 1419.
- Festividad de San Francisco Javier il 3 dicembre e coincide con il Dia de Navarra celebrato in tutta la Comunitad.
- Festa de san Sebastiàn del 20 gennaio.
- Expó Ganado y Alimentaria de Navarra in ottobre.
- Romeria a San Gregorio il 9 maggio.
- Romeria a Uqué il 25 giugno i pellegrini indossano tuniche nere, cappelli dello stesso colore e a volte catene, alcuni portano croci di legno adorne di fiori o cespugli fioriti e compiono in processione a piedi i 20 km che separano Tafalla da Uqué. Al pomeriggio dopo il rito pranzo all'aperto e ritorno ancora a piedi.
- Fiestas Patronales si svolgono dal 14 al 20 agosto e la più importante è quella della Asuncion del 15 agosto con l'encierro cioè corsa di tori liberi per le vie della città che si svolge in molte città di Spagna in particolare della Navarra, la più celebre delle quali è quella di Pamplona della Festa di san Firmino. Inoltre corride e  novillades con tori e toreri più giovani, gare sportive rurali, veglie con canti e danze e concerti.

La Settimana Santa viene celebrata secondo la tradizione comune a tutta la Spagna.